# Copa de España de fútbol sala femenino 2019
La Copa S.M. de la Reina de Fútbol Sala Femenino de 2019 tuvo lugar desde el 14 hasta el 16 de junio en Burela (Galicia). Fue la vigésima quinta edición de este campeonato español.
A la cita acudieron los ocho primeros clasificados en la liga regular.

## Participantes
- Pescados Rubén Burela
- Futsi Atlético Navalcarnero
- Ourense Envialia
- Jimbee Roldán FSF
- AD Alcorcón FSF
- Poio Pescamar FS
- Universidad de Alicante FSF
- AE Penya Esplugues

## Organización

### Sede
El torneo se disputó en la ciudad de Burela, en el Pabellón de Vista Alegre, un recinto deportivo con capacidad para 1.200 espectadores.

## Resultados
|  | Cuartos de final    | Cuartos de final    |             |                | Semifinales         | Semifinales         |  |                | Final               | Final               |  |
|  | 14 de junio de 2019 | 14 de junio de 2019 |             |                | 15 de junio de 2019 | 15 de junio de 2019 |  |                | 16 de junio de 2019 | 16 de junio de 2019 |  |
|  |                     |                     |             |                |                     |                     |  |                |                     |                     |  |
|  |                     |                     |             |                |                     |                     |  |                |                     |                     |  |
|  | Futsi Atlético      | 5                   |             |                |                     |                     |  |                |                     |                     |  |
|  | Futsi Atlético      | 5                   |             |                |                     |                     |  |                |                     |                     |  |
|  | Penya Esplugues     | 4                   |             |                |                     |                     |  |                |                     |                     |  |
|  | Penya Esplugues     | 4                   |             | Futsi Atlético | 8                   |                     |  |                |                     |                     |  |
|  |                     |                     |             | Futsi Atlético | 8                   |                     |  |                |                     |                     |  |
|  |                     |                     | AD Alcorcón | 4              |                     |                     |  |                |                     |                     |  |
|  | Jimbee Roldán       | 1                   | AD Alcorcón | 4              |                     |                     |  |                |                     |                     |  |
|  | Jimbee Roldán       | 1                   |             |                |                     |                     |  |                |                     |                     |  |
|  | AD Alcorcón         | 5                   |             |                |                     |                     |  |                |                     |                     |  |
|  | AD Alcorcón         | 5                   |             |                |                     |                     |  | Futsi Atlético | 3                   |                     |  |
|  |                     |                     |             |                |                     |                     |  | Futsi Atlético | 3                   |                     |  |
|  |                     |                     | Burela FS   | 3              |                     |                     |  |                |                     |                     |  |
|  | Burela FS           | 5                   | Burela FS   | 3              |                     |                     |  |                |                     |                     |  |
|  | Burela FS           | 5                   |             |                |                     |                     |  |                |                     |                     |  |
|  | Univ. de Alicante   | 2                   |             |                |                     |                     |  |                |                     |                     |  |
|  | Univ. de Alicante   | 2                   |             | Burela FS      | 5                   |                     |  |                |                     |                     |  |
|  |                     |                     |             | Burela FS      | 5                   |                     |  |                |                     |                     |  |
|  |                     |                     | Ourense CF  | 2              |                     |                     |  |                |                     |                     |  |
|  | Ourense CF          | 1                   | Ourense CF  | 2              |                     |                     |  |                |                     |                     |  |
|  | Ourense CF          | 1                   |             |                |                     |                     |  |                |                     |                     |  |
|  | Poio Pescamar       | 0                   |             |                |                     |                     |  |                |                     |                     |  |
|  | Poio Pescamar       | 0                   |             |                |                     |                     |  |                |                     |                     |  |
|  |                     |                     |             |                |                     |                     |  |                |                     |                     |  |

### Cuartos

#### Jimbee Roldán - AD Alcorcón FSF
| 14 de junio de 2019, 12:30 (UTC+2) | Jimbee Roldán FSF | 1:5 (0:2) | AD Alcorcón FSF                                             | Vista Alegre, Burela                                                                   |                                                                                        |
|                                    | Alba Gandia 28'   | Reporte   | Isa García 11' 20' 22' · Nerea Moldes 24' · Vane Sotelo 34' | Asistencia: 300 espectadores Árbitro(s): José M. Carreira Romero Adrián Figueroa Veiga | Asistencia: 300 espectadores Árbitro(s): José M. Carreira Romero Adrián Figueroa Veiga |

#### Ourense Envialia - Poio Pescamar FS
| 14 de junio de 2019, 16:00 (UTC+2) | Ourense Envialia | 1:0 (0:0) | Poio Pescamar FS | Vista Alegre, Burela                                                                |                                                                                     |
|                                    | Laura Doce 40'   | Reporte   |                  | Asistencia: 700 espectadores Árbitro(s): Roberto Amor Vizoso Borja Darriba Villamor | Asistencia: 700 espectadores Árbitro(s): Roberto Amor Vizoso Borja Darriba Villamor |

#### CD Futsi Atlético Navalcarnero - AE Penya Esplugues
| 14 de junio de 2019, 18:15 (UTC+2) | CD Futsi Atlético Navalcarnero                            | 5:4 (3:3) | AE Penya Esplugues                                   | Vista Alegre, Burela                                                             |                                                                                  |
|                                    | Ari 1' · Ju Delgado 11' · Bruna 14' 28' · Anita Luján 24' | Reporte   | Laura Oliva 13' 20' · Estela 14' · Berta Velasco 40' | Asistencia: 900 espectadores Árbitro(s): Héctor Vilas López Pablo Guntín Garrido | Asistencia: 900 espectadores Árbitro(s): Héctor Vilas López Pablo Guntín Garrido |

#### Pescados Rubén Burela - CD Universidad de Alicante
| 14 de junio de 2019, 20:30 (UTC+2) | Pescados Rubén Burela                                 | 5:2 (2:0) | Universidad de Alicante FSF | Vista Alegre, Burela                                                          |                                                                               |
|                                    | Lara Balseiro 6' · Peque 16' 34' 40' · Bea Mateos 35' | Reporte   | Elenita 27' 36'             | Asistencia: 1000 espectadores Árbitro(s): Hevia Campaña y Santoveña Fernández | Asistencia: 1000 espectadores Árbitro(s): Hevia Campaña y Santoveña Fernández |

### Semifinales

#### CD Futsi Atlético Navalcarnero - AD Alcorcón FSF
| 15 de junio de 2019, 17:45 (UTC+2) | CD Futsi Atlético Navalcarnero                                                                | 8:4 (4:0) | AD Alcorcón FSF                          | Vista Alegre, Burela                                                                    |                                                                                         |
|                                    | Bruna 8' 18' · Ari 14' 19' · María Sanz 25' · Anita Luján 28' · Marta Pelegrín 36' · Gaby 38' | Reporte   | Vane Sotelo 24' 26' · Ana Rivera 28' 40' | Asistencia: 700 espectadores Árbitro(s): Rubén Ferrero Carballal Borja Darriba Villamor | Asistencia: 700 espectadores Árbitro(s): Rubén Ferrero Carballal Borja Darriba Villamor |

#### Pescados Rubén Burela - Ourense Envialia
| 15 de junio de 2019, 20:00 (UTC+2) | Pescados Rubén Burela                           | 5:2 (3:0) | Ourense Envialia    | Vista Alegre, Burela                                                                       |                                                                                            |
|                                    | Dany Domingos 2' 32' · Peque 10' 38' · Luci 20' | Reporte   | Sara Moreno 23' 35' | Asistencia: 1000 espectadores Árbitro(s): Raquel Manteiga Rodríguez Carlos Martínez Torres | Asistencia: 1000 espectadores Árbitro(s): Raquel Manteiga Rodríguez Carlos Martínez Torres |

### Final
| 28          | Bandera de España | Marta Balbuena |  |
| 5           | Bandera de Brasil | Ari            |  |
| 7           | Bandera de España | Leti           |  |
| 10          | Bandera de España | Ame Romero     |  |
| 14          | Bandera de España | Anita Luján    |  |
| Entrenador: | Entrenador:       | Andrés Sanz    |  |

| 12          | Bandera de España | Ana Romero    |  |
| 3           | Bandera de Brasil | Dany Domingos |  |
| 7           | Bandera de España | Peque         |  |
| 8           | Bandera de Brasil | Cami          |  |
| 14          | Bandera de España | Bea Mateos    |  |
| Entrenador: | Entrenador:       | Julio Delgado |  |

| 4  | Bandera de España | Marta Pelegrín |  |
| 8  | Bandera de Brasil | Bruna Franklin |  |
| 9  | Bandera de Brasil | Ju Delgado     |  |
| 13 | Bandera de España | Estela García  |  |
| 15 | Bandera de Brasil | Gaby           |  |
| 18 | Bandera de España | María Sanz     |  |

| 1  | Bandera de Brasil   | Jozi          |  |
| 6  | Bandera de Brasil   | Cilene        |  |
| 9  | Bandera de Portugal | Jenny         |  |
| 10 | Bandera de España   | Lara Balseiro |  |
| 11 | Bandera de Brasil   | Tai Alves     |  |
| 19 | Bandera de España   | Luci Gómez    |  |

| Anotado | 29' | Leti  | 1-0 |
| Anotado | 36' | Bruna | 2-2 |
| Anotado | 46' | Leti  | 3-3 |

| Anotado | 30' | Cami  | 1-1 |
| Anotado | 32' | Peque | 1-2 |
| Anotado | 46' | Peque | 2-3 |

| Anotado        |  | Ame Romero | 1-0 |
| Anotado        |  | Bruna      | 2-1 |
| Fallo de penal |  | Ari        |     |

| Anotado |  | Cami   | 1-1 |
| Anotado |  | Peque  | 2-2 |
| Anotado |  | Cilene | 2-3 |

| Amonestado |  | Ari |  |

| Amonestado |  | Jenny         |  |
| Amonestado |  | Dany Domingos |  |

| 28          | Bandera de España | Marta Balbuena |  |
| 5           | Bandera de Brasil | Ari            |  |
| 7           | Bandera de España | Leti           |  |
| 10          | Bandera de España | Ame Romero     |  |
| 14          | Bandera de España | Anita Luján    |  |
| Entrenador: | Entrenador:       | Andrés Sanz    |  |

| 12          | Bandera de España | Ana Romero    |  |
| 3           | Bandera de Brasil | Dany Domingos |  |
| 7           | Bandera de España | Peque         |  |
| 8           | Bandera de Brasil | Cami          |  |
| 14          | Bandera de España | Bea Mateos    |  |
| Entrenador: | Entrenador:       | Julio Delgado |  |

| 4  | Bandera de España | Marta Pelegrín |  |
| 8  | Bandera de Brasil | Bruna Franklin |  |
| 9  | Bandera de Brasil | Ju Delgado     |  |
| 13 | Bandera de España | Estela García  |  |
| 15 | Bandera de Brasil | Gaby           |  |
| 18 | Bandera de España | María Sanz     |  |

| 1  | Bandera de Brasil   | Jozi          |  |
| 6  | Bandera de Brasil   | Cilene        |  |
| 9  | Bandera de Portugal | Jenny         |  |
| 10 | Bandera de España   | Lara Balseiro |  |
| 11 | Bandera de Brasil   | Tai Alves     |  |
| 19 | Bandera de España   | Luci Gómez    |  |

| Anotado | 29' | Leti  | 1-0 |
| Anotado | 36' | Bruna | 2-2 |
| Anotado | 46' | Leti  | 3-3 |

| Anotado | 30' | Cami  | 1-1 |
| Anotado | 32' | Peque | 1-2 |
| Anotado | 46' | Peque | 2-3 |

| Anotado        |  | Ame Romero | 1-0 |
| Anotado        |  | Bruna      | 2-1 |
| Fallo de penal |  | Ari        |     |

| Anotado |  | Cami   | 1-1 |
| Anotado |  | Peque  | 2-2 |
| Anotado |  | Cilene | 2-3 |

| Amonestado |  | Ari |  |

| Amonestado |  | Jenny         |  |
| Amonestado |  | Dany Domingos |  |

| Comunidad de Madrid                      |
| Campeón Pescados Rubén Burela 2.º título |

## Estadísticas

### Tabla de goleadoras
| Puesto                                     | Jugadora    | Equipo                         | Goles |
| ------------------------------------------ | ----------- | ------------------------------ | ----- |
| 1                                          | Peque       | Burela FS                      | 7     |
| 2                                          | Bruna       | CD Futsi Atlético Navalcarnero | 5     |
| 3                                          | Isa García  | AD Alcorcón FSF                | 3     |
| 3                                          | Vane Sotelo | AD Alcorcón FSF                | 3     |
| 3                                          | Ari         | CD Futsi Atlético Navalcarnero | 3     |
| Última actualización: 16 de junio de 2019. |             |                                |       |